# 国広富之
国広 富之（くにひろ とみゆき、1953年〈昭和28年〉4月23日 - ）は、日本の俳優、歌手、画家。新極美術協会常任理事。
京都府京都市左京区出身、東京都町田市在住。長らく山田栖峯子事務所に所属していたが、2011年4月1日より高岡事務所へ移籍。京都学園大学経済学部卒業。愛称はトミー。次女はモデルで女優の谷内里早。

## 来歴・人物
1976年、大学卒業と同時に松浦竹夫演劇研究所に入所。翌年、TBSドラマ『岸辺のアルバム』でデビューし脚光を浴び、同年度のゴールデン・アロー賞放送新人賞を受賞。演技力とその八重歯をチャームポイントとした甘いルックスでアイドル的な人気を得た。その後、『赤い絆』や、松崎しげるとのコンビで人気を博した『噂の刑事トミーとマツ』など人気ドラマで活躍し、とりわけ1980年代には大映ドラマの常連俳優の一人であった。
1979年の大河ドラマ『草燃える』では、従前の「悲劇の貴公子」というイメージを覆す「野心家かつ政治的に無能な」源義経を好演し、話題となった。その後、2012年に『平清盛』で33年ぶりの大河出演を果たした。また、翌2013年の『八重の桜』にも出演している。
1983年6月、ドラマの共演で知り合った水沢アキと婚約したが破棄。その後、1988年に一般女性と結婚。二人の娘に恵まれる。
スキューバダイビングや絵画が趣味であり、絵画においては1993年には画集も出版した。
内田康夫原作の『浅見光彦』シリーズの映像作品において、主人公・浅見光彦を演じた俳優第1号であり、1982年8月21日にTBSの『ザ・サスペンス』で放送された「後鳥羽伝説殺人事件」で光彦を演じた。また、2007年10月15日放送の『浅見光彦シリーズ』24作目・「漂泊の楽人」（TBS・月曜ゴールデン、光彦役は沢村一樹）では、静岡県警沼津中央警察署の畑山警部役で出演し、TBS版では初となる「現在の光彦と過去の光彦の共演」が実現した。
2003年3月3日放送の笑っていいとも!関係者事情聴取犯人は誰だ!?のコーナー㊙ゲストとして出演。
20代の頃から独学で絵画を始め、現在では全国各地で個展を開催するなど、画家としても活動している。

## 出演

### テレビドラマ
- 必殺仕置屋稼業 第26話「一筆啓上脅迫が見えた」（1975年12月26日、朝日放送） - 女衒
- 岸辺のアルバム（1977年、TBS） - 田島繁
- 赤いシリーズ（TBS・大映テレビ）
  - 赤い絆（1977年） - 志摩信夫
  - 赤い激突（1978年） - 大谷澄夫
  - 赤い疑惑（2005年） - 森川医師
- いのちの絶唱（1978年、日本テレビ）– 藤村洋介
- 空は七つの恋の色（1978年、よみうりテレビ）– 三雲翼
- 希望の大地（1978年、日本テレビ）
- 獅子のごとく（1978年、TBS）– 石川啄木
- 愛のトロフィー（1978年、日本テレビ）– 鷲津文雄
- 極楽家族（1978年、NHK総合）
- 大河ドラマ（NHK総合）
  - 草燃える（1979年） - 源義経
  - 平清盛（2012年） - 藤原長実
  - 八重の桜（2013年） - 横山主税
  - 西郷どん（2018年） - 近衛忠煕
  - 麒麟がくる（2020年） - 細川晴元
- 熱い嵐（1979年、TBS）– 高橋是清（青春時代）
- 家族サーカス（1979年、フジテレビ） - 北島雄一
- 怒れ兄弟!（1979年、よみうりテレビ）– 大浜富矢
- 噂の刑事トミーとマツ（1979年 - 1982年、TBS） - 岡野富夫
- 土曜ドラマ（NHK総合）
  - 大阪発－あした（1979年）– 桂木健介
  - 大阪ドン・キホーテ（1981年）- 安東広之
- 東芝日曜劇場（TBS）
  - 第1253回「待っているだけ」（1980年）– 貞夫
  - 第1364回「おふくろの味」（1983年）
- 熱い秋（1980年、TBS）– 加納洋一
- 山本周五郎ドラマ「折鶴」（1980年、NHK総合）- 柴山大四郎
- 関ヶ原（1981年、TBS） - 小早川秀秋
- 時代劇スペシャル 新吾十番勝負（フジテレビ） - 葵新吾
  - 新吾十番勝負 第一話「〜愛に生き剣に生きる青春」（1981年）
  - 新吾十番勝負 第二話「〜抹殺密命渦巻く悪の内懐にくの一暗躍」（1982年）
  - 新吾十番勝負 第三話「〜尾張六十一万石将軍吉宗への謀叛」（1982年）
- ぼくらの時代（1981年、TBS）– 森幸太郎
- 侍ニューヨークを走る（1981年、テレビ朝日）
- 雪の華～建礼門院徳子の生涯～（1981年、TBS）
- 雨あがりの女（1982年、テレビ朝日）– 小谷京平
- 火曜サスペンス劇場（日本テレビ）
  - 影なき殺意（1982年6月22日）
  - 襲われて（1983年9月13日）
- ザ・サスペンス（TBS）
  - 後鳥羽伝説殺人事件（1982年8月21日）- 浅見光彦
  - ママが…！（1983年2月5日）
  - 影の複合（1983年10月15日）– 後藤和久
- 功、大好き（TBS、1983年）
- ドラマ人間模様（NHK総合）
  - いつか来た道（1983年） - 四郎
- 銀河テレビ小説（NHK総合）
  - がんばったンねん（1983年） - 橋口良平
- ふぞろいの林檎たち（1983年、TBS） - 本田修一
  - ふぞろいの林檎たちII（1985年）
  - ふぞろいの林檎たちIII（1991年）
  - ふぞろいの林檎たちIV（1997年）
- お前の声がききたい（1983年、TBS）– 邦男
- 紅い陽炎（1983年、テレビ朝日）
- 幻の光（1983年11月4日、テレビ朝日） - 中岡勝紀
- 青い目をしたお人形は（1983年、TBS）
- 不倫の報酬（1983年、よみうりテレビ）
- 生きて行く私（1984年、TBS）– 北原武夫
- 婦警さんは魔女（1984年、TBS）- 高木俊介
- 不良少女とよばれて（1984年、TBS） - 久樹哲也
- 天璋院篤姫（1985年、テレビ朝日） - 徳川家茂
- スタア誕生（1985年、フジテレビ） - 広沢伸之
- 赤い秘密（1985年、TBS）
- 婦警候補生物語（1985年、日本テレビ）
- ポニーテールはふり向かない（1985年、TBS） - 霧島航
- 月曜ドラマランド（フジテレビ）
  - 奥様は不良少女!? おさな妻2（1986年）
  - 白バイ野郎トミー&マツ（1986年）
- おんな風林火山（1986年 - 1987年、TBS） - 徳川家康
- 年末時代劇スペシャル（日本テレビ）
  - 白虎隊（1986年） - 神保修理
  - 田原坂（1987年） - 乃木希典
  - 勝海舟（1990年） - 木村喜毅
- プロゴルファー祈子（1987年、フジテレビ） - 高倉道夫
- 徳川家康（1988年、TBS） - 織田信雄
- 隠密・奥の細道（1988年、テレビ東京） - 音丸
- 京都サスペンス「京都夏祭り殺人事件」（1988年10月3日、関西テレビ）
- 月曜・女のサスペンス「信玄伝説殺人事件」（1988年、テレビ東京）
- 山村美紗サスペンス京都紫野殺人事件（1986年9月5日、フジテレビ） - 北条道彦
- 花ちりめん（1989年4月 - 9月、よみうりテレビ）
- 男と女のミステリー・しらべる女（1989年、フジテレビ） - 刑事
- 長七郎江戸日記 第3シリーズ（1990年 - 1991年、日本テレビ・ユニオン映画） - 青目慎太郎
- 代議士の妻たちスペシャル（TBS）
- ドラマ新銀河（NHK総合）
  - 大阪で生まれた女やさかい（1993年） - 三枝健一
- 山村美紗サスペンス 赤い霊柩車シリーズ2（1993年、フジテレビ・大映テレビ） - 黒沢春彦
- 連続テレビ小説（NHK総合）
  - ぴあの（1994年）
  - ウェルかめ（2010年1月18日 - 1月23日・2月1日 - 2月6日） - 山田武蔵
  - マッサン（2014年） - 藤岡正太郎
- カミング・ホーム（1994年、TBS・大映テレビ） - 大野正志
- 失楽園（1997年、よみうりテレビ） - 松原晴彦
- ニュースキャスター沢木麻沙子 第2作「京都・博多殺人事件」（1999年、フジテレビ）- 峰岸敏夫
- 火曜サスペンス劇場（日本テレビ）
  - 博多長崎殺人行（1986年9月）
  - わが町IX（1997年） - 浜野弘文
  - 刑事・鬼貫八郎8「青の殺意」（1998年9月22日） - 仲田伸吾
  - 警部補 佃次郎21（2005年） - 大内友久
- 土曜ワイド劇場（テレビ朝日）
  - 法医学教室の事件ファイル7（1998年1月3日） - 石谷亮一
  - 50億を相続する女（2003年9月6日） - 根岸徹
  - 事件13（2008年8月30日） - 津野吾一
  - 西村京太郎トラベルミステリー50（2008年9月27日） - 杉浦明
  - 天才刑事・野呂盆六4（2009年7月18日、朝日放送制作） - 尾田中玄以
  - 終着駅の牛尾刑事VS事件記者冴子10 森村誠一の完全犯罪の使者（2010年12月18日） - 山原良信
  - 温泉 (秘) 大作戦10（2011年8月20日、朝日放送制作） - 飯野孝之
  - 東京駅お忘れ物預り所5（2012年7月7日） - 片岡泰浩
  - 監察官・羽生宗一（2014年 - ） - 山岡努（警務部長）
  - ヤメ検の女5（2014年12月20日） - 三木武史
  - タクシードライバーの推理日誌37（2015年3月7日） - 本橋明則
  - 叡古教授の事件簿（2016年5月21日） - 中屋敷一雄
  - おかしな刑事　居眠り刑事とエリート女警視の父娘捜査14（2016年10月22日） - 末谷清志
- 母の告白（2002年、東海テレビ） - 高辻司郎
- 神戸旅情ミステリー　突撃おばちゃん探偵 伊集院さゆりの事件簿（2003年1月2日、フジテレビ） - 吉永純平
- 女と愛とミステリー 伊豆・金沢犀賀焼殺人事件（2003年7月、テレビ東京） - 森崎喜久男
- 桜咲くまで（2004年、毎日放送）
- はぐれ刑事純情派（テレビ朝日・東映）
  - （2003年）第16シリーズ　第11話「安浦刑事人質事件」 - 西村雄三
  - （2004年）第17シリーズ - 須藤一彦
  - （2005年）第18シリーズ　第1話 - 須藤一彦
- 新キッズ・ウォー（2005年、CBC） - 石野勝男
- 上を向いて歩こう〜坂本九物語〜（2005年、テレビ東京） - 坂本明
- ケータイ刑事 銭形雷 1stシリーズ（2006年、BS-i） - 岡野富夫
- 水戸黄門（TBS） - 徳川綱條
  - 第37部 第23話「次期将軍を狙った野望・水戸・江戸」（2007年9月17日）
  - 第40部 第1話「陰謀暴き、いざ北へ!終わりなき世直しの旅・水戸・江戸」（2009年7月27日）
- 4姉妹探偵団 第7話（2008年2月29日、朝日放送・テレビ朝日） - 米原竜也
- 柳生一族の陰謀（2008年9月28日、テレビ朝日） - 松平伊豆守
- 流星の絆（2008年、TBS） - 矢崎信郎
- 相棒（テレビ朝日）
  - season7 第15話「密愛」（2009年2月18日） - 榊敏郎
  - season14 最終話「ラストケース」（2016年3月16日） - 玄間寿郎
- メイド刑事 第1話「狙われた京都セレブ夫人を救え!」（2009年6月26日、テレビ朝日） - 仙石宗一郎
- 官僚たちの夏（2009年7月5日 - 9月20日、TBS） - 前園通産事務次官
- チャレンジド（2009年10月、NHK総合）
- 月曜ゴールデン（TBS）
  - 捜し屋★諸星光介が走る!5（2010年4月12日） - 野口博信
  - 遺品整理人 谷崎藍子2（2011年5月30日） - 金澤欣治 役（友情出演）
  - 制服捜査（2013年8月12日） - 篠崎征男
- 金曜プレステージ（フジテレビ）
  - 十津川刑事の肖像4（2011年5月27日） - 宇佐美隆利
  - 黒の滑走路3（2013年8月9日） - 水木直人
  - 事件屋稼業2（2014年1月31日） - 榊賢作
  - 更生人 土門恭介の再犯ファイル〜罪を犯した女たち〜（2014年2月21日） - 滝沢伸一
- 京都地検の女 第7シリーズ 第4話（2011年8月11日、テレビ朝日） - 清水真一
- 毒姫とわたし（2011年9月5日 - 10月28日、東海テレビ） - 君島晋一郎
- フリーター、家を買う。スペシャル（2011年10月4日、フジテレビ） - 浅岡
- 水曜ミステリー9（テレビ東京）
  - 刑事吉永誠一 涙の事件簿8（2011年10月12日） - 江角正之
  - 湯けむりドクター華岡万里子の温泉事件簿6（2012年7月4日） - 真田徳春
- 南極大陸（2011年11月） - 外務次官
- 家で死ぬということ（2012年2月25日、NHK名古屋放送局） - 西博史
- 新・おみやさん 第6話（2012年5月24日、テレビ朝日） - 守屋健三
- ビギナーズ!（2012年7月12日 - 9月20日、TBS） - 志村恭一郎
- 警視庁捜査一課9係 season7 第7話（2012年8月15日、テレビ朝日） - 三沢成明
- 捜査地図の女 第5話（2012年11月22日、テレビ朝日） - 山科修
- 希望の翼〜あの時ぼくらは13歳だった（2013年3月2日、tvk・KBS・カズモ）[3] - 寒河江正
- TAKE FIVE〜俺たちは愛を盗めるか〜 第1話（2013年4月19日、TBS） - 亀岡俊樹
- 潜入探偵トカゲ 第3話（2013年5月2日、TBS） - 奈良慶輔
- 島の先生（2013年5月25日 - 6月29日、NHK総合） - 橋野君弘
- ガラスの家（NHK） - 栗山荘一郎
- 実験刑事トトリ2 第2話（2013年10月19日、NHK総合） - 二階堂たすく
- Dr.DMAT 第8話（2014年2月27日、TBS） - 一之瀬義昌
- トクボウ 警察庁特殊防犯課 第5話（2014年5月1日、読売テレビ） - 九条茂信
- キャビンアテンダント刑事〜ニューヨーク殺人事件〜（2014年7月7日、フジテレビ） - 遠藤健
- ボーダーライン（2014年10月4日 - 11月1日、NHK総合） - 川端哲二
- ママとパパが生きる理由。（2014年11月20日 - 12月18日、TBS） - 麻見伸彦
- びったれ!!!（2015年1月14日 - 3月18日、tvk） - 桑原和也
- スペシャリスト3（2015年2月28日、テレビ朝日） - 沢田篤史
- 神谷玄次郎捕物控2 最終話（2015年5月22日、NHK BSプレミアム） - 喜兵衛
- 表参道高校合唱部! 第6話（2015年8月21日、TBS） - 大曽根敬三
- 経世済民の男 第三部『鬼と呼ばれた男〜松永安左エ門』（2015年9月19日、NHK名古屋放送局） - 工藤昭四郎
- HEAT（2015年7月14日 - 9月1日、関西テレビ・フジテレビ系） - 星乃周一郎
- 松本清張ミステリー時代劇 第12話「町の島帰り」（2015年9月15日、BSジャパン） - 仁蔵
- 科捜研の女 第15シリーズ 第6話（2015年11月26日、テレビ朝日） - 串本敏正
- ちかえもん（2016年、NHK総合） - 結城格之進
- 99.9-刑事専門弁護士- 第2話（2016年4月24日、TBS） - 朝霧慶一郎
- NHKスペシャル 未解決事件（2016年、NHK総合） - 川島興
- 模倣犯（2016年9月21日 - 22日、テレビ東京） - 田中管理官
- 夏目漱石の妻 第2回（2016年10月1日、NHK総合） - 呉秀三
- 動物戦隊ジュウオウジャー 第42、45-48話（2016年12月18日、2017年1月15日 - 2月5日、テレビ朝日） - 風切景幸
- キャリア〜掟破りの警察署長〜 最終話（2016年12月11日、フジテレビ） - 真鍋正造
- 増山超能力師事務所 第9話（2017年3月2日、読売テレビ） - 小山内晃
- 冬芽の人（2017年4月5日、テレビ東京） - 中崎理
- みをつくし料理帖（2017年5月13日 - 7月8日、NHK総合） - 嘉平衛
- 幕末グルメ ブシメシ!2（2018年1月10日 - 2月21日、NHK BSプレミアム） - 桔梗屋源次
- アンナチュラル 最終話（2018年3月16日、TBS） - 糀谷和有
- 執事 西園寺の名推理 最終話「パーフェクト執事に殺人疑惑! タイムリミットは48時間!! 奥様を救え」（2018年6月8日、テレビ東京） - 高島毅
- ハゲタカ（2018年、テレビ朝日） - 迫下平吉
- リーガルV〜元弁護士・小鳥遊翔子〜（2018年、テレビ朝日） - 我妻憲史郎
- ドラマスペシャル・陰陽師（2020年3月29日、テレビ朝日） - 俵藤太
- 日曜プライム（テレビ朝日）
  - 家栽の人（2020年5月17日） - 尾崎正彦
- 絶メシロード 2021年元日スペシャル（2021年1月2日、テレビ東京）  - 鈴木（洋風食堂 れむの巣・店主）
- 終着駅シリーズ37「停年のない殺意」（2021年4月1日、テレビ朝日） - 市野清明
- 欠点だらけの刑事（2021年9月22日、テレビ朝日） - 西岡太
- 特捜9 season5 第11話（2022年6月15日、テレビ朝日） - 剛田浩司
- 空白を満たしなさい 最終話（2022年7月30日、NHK総合） - 田村滋
- お別れホスピタル（2024年2月3日 - 2月24日、NHK総合） - 谷山衛[4]
- 笑うマトリョーシカ（2024年6月28日 - 9月6日、TBS） - 藤田則永
- 3年C組は不倫してます。 第3話・第8話（2024年10月15日・11月19日 、日本テレビ） - 橘勲[5]
- 旅人検視官 道場修作 第4弾（2025年3月22日、BS日テレ） - 若狭冬月 / 原田裕也  役[6]
- TOKAGE 警視庁特殊犯捜査係（2025年6月30日、テレビ東京） - 飛島寅夫 役[7]

### 配信ドラマ
- 夫のちんぽが入らない（2019年3月20日配信、FOD/Netflix） - 渡辺和之

### 映画
- 神様なぜ愛にも国境があるの（1979年、東宝）
- 炎のごとく （1981年、東宝）
- 暗号名 黒猫を追え! （1987年、プロダクションU）
- 湘南爆走族 （1987年、東映）
- 死線を越えて 賀川豊彦物語 （1988年、現代ぷろだくしょん）
- 当選確実 （1992年、森田フィルムズ）
- ガラスの脳 （2000年、日活）
- ROUND1 （2002年） ※友情出演
- 男前 日本一の画家になったる （2005年、さざ波）
- ケータイ刑事 THE MOVIE2 石川五右衛門一族の陰謀〜決闘!ゴルゴダの森 （2007年、エムエフボックス）
- 包帯クラブ （2007年、東映）
- 春色のスープ（2008年） - 藤崎和義
- ハイブリッド刑事 （2011年1月）※声優として
- ケータイ刑事 THE MOVIE3 モーニング娘。救出大作戦!〜パンドラの箱の秘密（2011年2月公開） - 岡野富夫
- 「また、必ず会おう」と誰もが言った。（2013年） - 香月道彦
- チーム・バチスタFINAL ケルベロスの肖像（2014年） - 室田芳郎
- テラフォーマーズ（2016年） - 蛭間を退学に追い込んだ教授役
- アズミ・ハルコは行方不明（2016年、クロックワークス、ファントム・フィルム） - 社長[8]
- 嘘八百 京町ロワイヤル（2020年1月31日、ギャガ） - 橘正志
- 総理の夫（2021年9月23日、東映・日活）
- メイド・イン・ヘヴン（2021年11月6日、プロダクション花城） - 志田漱石 役
- 愛国女子—紅武士道（2022年2月18日、日活） - 神谷幸雄 役

### 舞台
- 藤田まこと特別公演「浪花のれん 包丁一代」
- 森進一・淡島千景特別公演「愛 果てしなく」
- 大月みやこ特別公演「曽根崎心中 お初燃える恋」
- 伍代夏子颯爽公演「みずぐるま」
- 内山理名公演「天璋院篤姫」
- 「阿修羅のごとく」
- 山村美紗サスペンス「京都 花灯路恋の耀き」
- ももいろクローバーZ主演舞台「ももクロ一座特別公演」 姫役の佐々木彩夏の父親殿様役。

### バラエティー・教養番組
- 国広富之&藤吉久美子のとびっきりTVショッピング
- 国広富之と奈美悦子のテレショップ
- 宇宙の人気番組「新銀河紀行～驚異の地球文明～」（2019年12月19日、NHK総合） - 司会

他多数

### 吹き替え
- エレファント・マン（TBS『月曜ロードショー』、1982年） - ジョン・メリック（ジョン・ハート）
- ミッドナイトクロス（TBS『月曜ロードショー』、1983年） - ジャック・テリー（ジョン・トラボルタ）
- シャーロック・ホームズの冒険 第11話「入院患者」（NHK総合、1985年） - パーシー・トレベリアン医師（ニコラス・クレイ）

### ラジオ
- ラジオ劇場　テレフォン・キッス（1983年1月8日、NHK-FM）
- アドベンチャーロード　遙かなる虎跡（1989年5月15日 - 26日、NHK-FM） - 西緑郎 役
- ケストナーの世界　飛ぶ教室（1999年2月11日、NHK-FM[9]
- FMシアター（NHK-FM）
  - つづれ織り（2012年3月10日）[10]
  - ふたりの娘（2016年1月9日）[11]
  - 異人たちとの夏（2017年7月22日・29日） - 原田英雄 役[12]
  - ものがたる機械（2020年4月11日）[13]
- NISSAN あ、安部礼司 〜 beyond the average 〜（2012年6月17日、TOKYO FM） - 大日本ジェネラル経理部副部長 役
- ヒューマン・トーク〜あの日あの時（2013年3月2日 - 30日、ラジオ日本） - マンスリーゲスト
- 青春アドベンチャー（NHK-FM）
  - あなたがいる場所　第5 - 6話「天使のおやつ」前編・後編（2014年3月21日・24日）[14]
  - あなたに似た自画像（2016年10月17日 - 28日）[15]
- 伊集院光とらじおと 「伊集院光とらじおとゲストと」（2019年2月13日、TBSラジオ） - コーナーゲスト[16]
- 安東弘樹 DAYS 「午後のアポイントメント」（2019年7月25日、ニッポン放送） - コーナーゲスト[17]

### その他
- ママ帰ってこないの - 交通事故の隠れた悲劇（2003年制作、埼玉県交通教育協会）
各地の運転免許更新時や違反者講習などで上映される講習用映画。夫（国広）が妻（沖直未）を交通事故で亡くし、3人兄弟の末っ子の幼稚園児を弟（見栄晴）の勧めで実家に引き取ってもらうまでを描いたドラマ形式となっている。

### CM
- 江崎グリコ
- CASIOカシオミニカード関数付き

## ディスコグラフィ
- 全てのシングル・アルバムはSMS Recordsからリリースされた。

### シングル
| # | 発売日          | A/B面 | タイトル                 | 作詞       | 作曲           | 編曲       | 規格品番 |
| - | --------------- | ----- | ------------------------ | ---------- | -------------- | ---------- | -------- |
| 1 | 1979年 10月25日 | A面   | 夢見街                   | 喜多条忠   | 大村雅朗       | 大村雅朗   | SM06-38  |
| 1 | 1979年 10月25日 | B面   | リリー                   | 吉松安弘   | ミッキー吉野   | 若草恵     | SM06-38  |
| 2 | 1980年 6月1日   | A面   | 若者                     | 河島英五   | 河島英五       | 戸塚修     | SM06-57  |
| 2 | 1980年 6月1日   | B面   | さよならのエチュード     | 門谷憲二   | 鈴木キサブロー | 大村雅朗   | SM06-57  |
| 3 | 1981年 5月21日  | A面   | キープ・オン・ダッシング | 菊池真美   | 西木栄二       | 藤田大土   | SM07-89  |
| 3 | 1981年 5月21日  | B面   | 旅の始めは               | 岩谷時子   | 佐瀬寿一       | 藤田大土   | SM07-89  |
| 4 | 1982年 1月21日  | A面   | 男のロマン               | 松任谷由実 | 梅垣達志       | 馬飼野康二 | SM07-211 |
| 4 | 1982年 1月21日  | B面   | ほほえみが帰る時         | 山川啓介   | 渋谷祐子       | 大村雅朗   | SM07-211 |

### タイアップ曲
| 年     | 楽曲                     | タイアップ                                      |
| ------ | ------------------------ | ----------------------------------------------- |
| 1978年 | センチメンタル行き       | NHK総合テレビ「NHKニューソング」楽曲            |
| 1979年 | リリー                   | 東宝映画「神様なぜ愛にも国境があるの」主題歌    |
| 1981年 | キープ・オン・ダッシング | TBS系テレビドラマ「ぼくらの時代」主題歌         |
| 1982年 | 男のロマン               | TBS系テレビドラマ「噂の刑事トミーとマツ」挿入歌 |